# Sgurr nan Gobhar
Sgurr nan Gobhar är en kulle i Storbritannien.   Den ligger i kommunen Highland och riksdelen Skottland, i den nordvästra delen av landet, 700 km nordväst om huvudstaden London. Toppen på Sgurr nan Gobhar är 630 meter över havet. Sgurr nan Gobhar ligger på ön Skye. Den ingår i Cuillin Hills.
Terrängen runt Sgurr nan Gobhar är kuperad åt nordväst, men åt sydost är den bergig. En vik av havet är nära Sgurr nan Gobhar åt sydväst.Trakten runt Sgurr nan Gobhar består i huvudsak av gräsmarker.